# اولویل، میسوری
اولویل (به انگلیسی: Aullville) یک روستا (ایالات متحده آمریکا) در ایالات متحده آمریکا است که در شهرستان لافایت، میزوری واقع شده‌است.
 اولویل ۰٫۶۹ کیلومتر مربع مساحت و ۱۰۰ نفر جمعیت دارد و ۲۲۲ متر بالاتر از سطح دریا واقع شده‌است.